# Геніальне пограбування
«Геніальне пограбування» (Сховище, англ. Vault, інший варіант Way Down) — художній фільм 2021 року режисера Жауме Балагеро. У фільмі знімалися Фредді Гаймор, Астрід Берже-Фрісбі і Фамке Янссен.
Прем'єра в Україні — 29 квітня 2021 року.

## Сюжет
Мисливці за скарбами змушені запросити юного генія для допомоги у пограбуванні Банку Іспанії після того, як іспанська влада відібрала у них скарби, підняті із затонулого корабля. Пограбування відбувається під час Чемпіонату світу з футболу 2010 року. Поки вся країна дивиться фінальний матч на площі перед банком — на пограбування у них 105 хвилин. У той час як жителі Мадрида збираються у величезні натовпи на вулицях, щоб подивитися гру, грабіжники крадуться по дахах, пробираються через тунелі метро і спускаються у вентиляційні шахти, ведені складним квестом з однією єдиною метою — знайти розгадку скарбів Дрейка.

## В ролях
- Фредді Гаймор — Те Лейбрік
- Астрід Берже-Фрізбі — Лоррейн
- Сем Райлі — Джеймс
- Ліам Каннінгем — Волтер Морленд
- Луїс Тосар — Симон
- Аксель Штайн — Клаус
- Хосе Коронадо — Густаво
- Фамке Янссен — Маргарет

## Реліз
Фільм вийшов в кінопрокат в Бразилії і Тайвані 15 січня 2021 року .